# The Mystery of the Hooded Horsemen

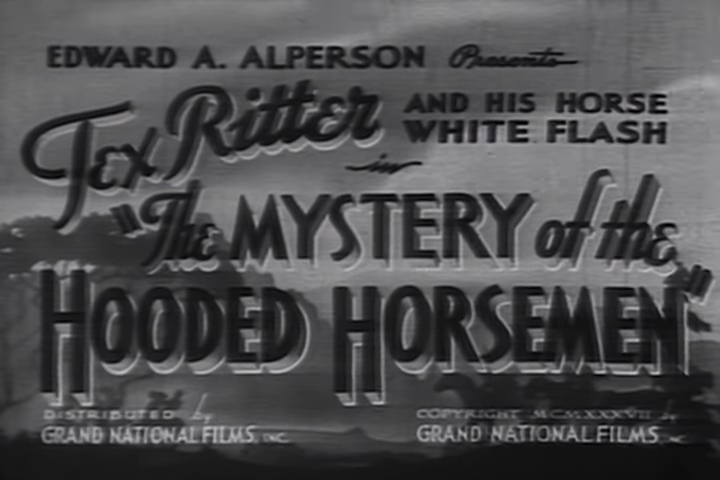
Générique du film.

The Mystery of the Hooded Horsemen est un western américain réalisé par Ray Taylor, sorti en 1937.

## Fiche technique
- Réalisation : Ray Taylor
- Scénario : Edmond Kelso
- Producteurs : Edward Finney, Lindsley Parsons
- Photographie : Gus Peterson
- Montage : Frederick Bain
- Genre : Western[1]
- Musique : Frank Sanucci
- Distributeur : Grand National Pictures
- Durée : 60 minutes
- Date de sortie : 
  - États-Unis : 6 août 1937

## Distribution
- Tex Ritter : Tex Martin
- White Flash : le cheval de Tex
- Iris Meredith : Nancy Wilson
- Horace Murphy : Stubby
- Charles King : Blackie Devlin
- Earl Dwire : Sheriff Walker
- Forrest Taylor : Norton
- Joseph W. Girard : Dan Farley
- Lafe McKee : Tom Wilson
- Hank Worden : Deputy
- Ray Whitley : chef d'orchestre
- The Range Ramblers : musiciens au Saloon

## Bande originale
- Tex Ritter - Ride, Ride, Ride (écrit par Fred Rose et Michael David)[2]
- Tex Ritter - I'm a Texas Cowboy
- Tex Ritter - Ride Around Little Dogies
- Tex Ritter - Rosita
- Tex Ritter - A'Ridin' Old Paint